# Śliwin
Śliwin [ˈɕlivin] (tiếng Đức: Schleffin)  là một ngôi làng thuộc khu hành chính của Gmina Rewal, thuộc hạt Gryfice, West Pomeranian Voivodeship, ở phía tây bắc Ba Lan. Nó nằm khoảng 2 kilômét (1 mi)   phía đông nam của Rewal, 21 km (13 mi) phía tây bắc Gryfice và 79 km (49 mi) phía bắc thủ đô khu vực Szczecin.
Ngôi làng có dân số là 224 người.